# Fuet
El fuet es un embutido hecho de carne magra de cerdo típico de la cocina catalana, difundido en el resto de España y apreciado por sus características organolépticas.

## Características
Se elabora como embutidos rectos, del grosor de entre uno y dos dedos, redondos o más comúnmente, aplanados. No requiere una curación prolongada. Su piel suele ser blanca por la presencia de hongos que ayudan a su maduración. Se sirve crudo, como una tapa o aperitivo. Fuet en catalán significa «látigo»; recibe este nombre por su forma.

## Historia

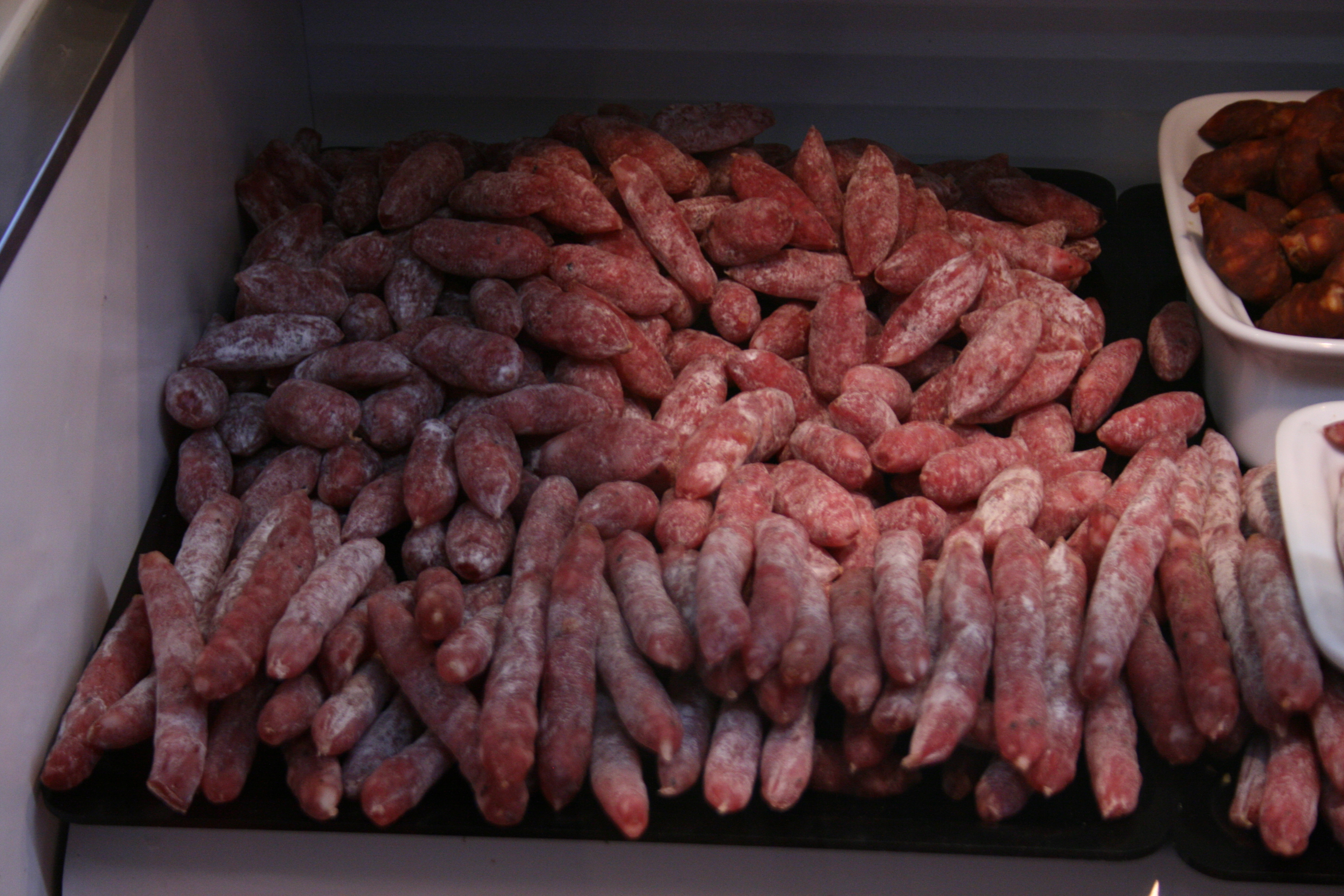
Alu-07 in France

La utilización de la fermentación junto con el secado puede haber sido desarrollada accidentalmente hace 5000 años. La fermentación espontánea de bacterias contaminantes de la carne cruda hizo que esta carne fuera estable a temperatura ambiente. Originalmente, la sal se añadía a la carne para promover el crecimiento de bacterias fermentadoras. Este proceso de maduración de la carne probablemente ocurrió por casualidad debido a la presencia de impurezas en la sal.

### Mundo
El secado y el ahumado probablemente fueron las primeras técnicas desarrolladas para preservar los alimentos, desarrolladas en la antigua Grecia y Roma. Alrededor del año 1500 AC, se descubrió que la vida media de la carne aumentaba considerablemente cuando la mezclaban con sal, especias y hierbas aromáticas, y después sometiéndola a un proceso de secado. Esto resultó en un producto que era más agradable a nivel gustativo, por su sabor. La primera evidencia documentada de la producción de embutidos se encuentra en la Odisea (ca. 900 a. C.), donde se hace referencia a «cubiertas de cabra rellenas de sangre y grasa».

### Europa
En Europa, los embutidos naturales fermentados tienen una larga tradición originaria de los países mediterráneos durante la época romana. En la documentación romana hay evidencia de que los iberos ya elaboraban embutidos con nombres que aún hoy utilizamos, como los de «salchicha», «salchichón». Hay varios documentos romanos que elogian los jamones de la Cerdaña elaborados por los iberos como unos de los mejores del mundo. La importancia de los embutidos en la cultura europea hizo que se establecieran rutas para la obtención de los ingredientes para preparar embutidos, como la ruta de la sal «La Via Salaria», en Italia.

### Mediterráneo
Históricamente, los procedimientos de elaboración usados para hacer embutidos fermentados se adaptaban a las condiciones climáticas del área de producción. Por ejemplo, productos cárnicos del Mediterráneo se secan a valores bajos de actividad hídrica (disponibilidad de agua para los microorganismos, aw), aprovechando los días largos, secos y soleados.
Los embutidos y los jamones del mediterráneo se formaron, seguramente, en los Pirineos, y luego, a medida que el territorio se fue repoblando, se fueron extendiendo. En el Mediterráneo se producen muchos tipos de embutidos fermentados-secados. Los nombres que se le da a cada tipo de embutido pueden diferir de acuerdo a su origen geográfico, a veces incluso entre áreas cercanas.
España es un gran productor de embutidos fermentados, que incluyen muchas variantes -chorizo, salchichón, fuet- usualmente se producen como embutidos fermentados-secados sin ser ahumados. También hay varias especialidades en cada región, esto debido a la influencia de la cultura, condiciones ambientales, recetas tradicionales, entre otros factores, dando una gran variedad de salchichas fermentadas.

### Cataluña

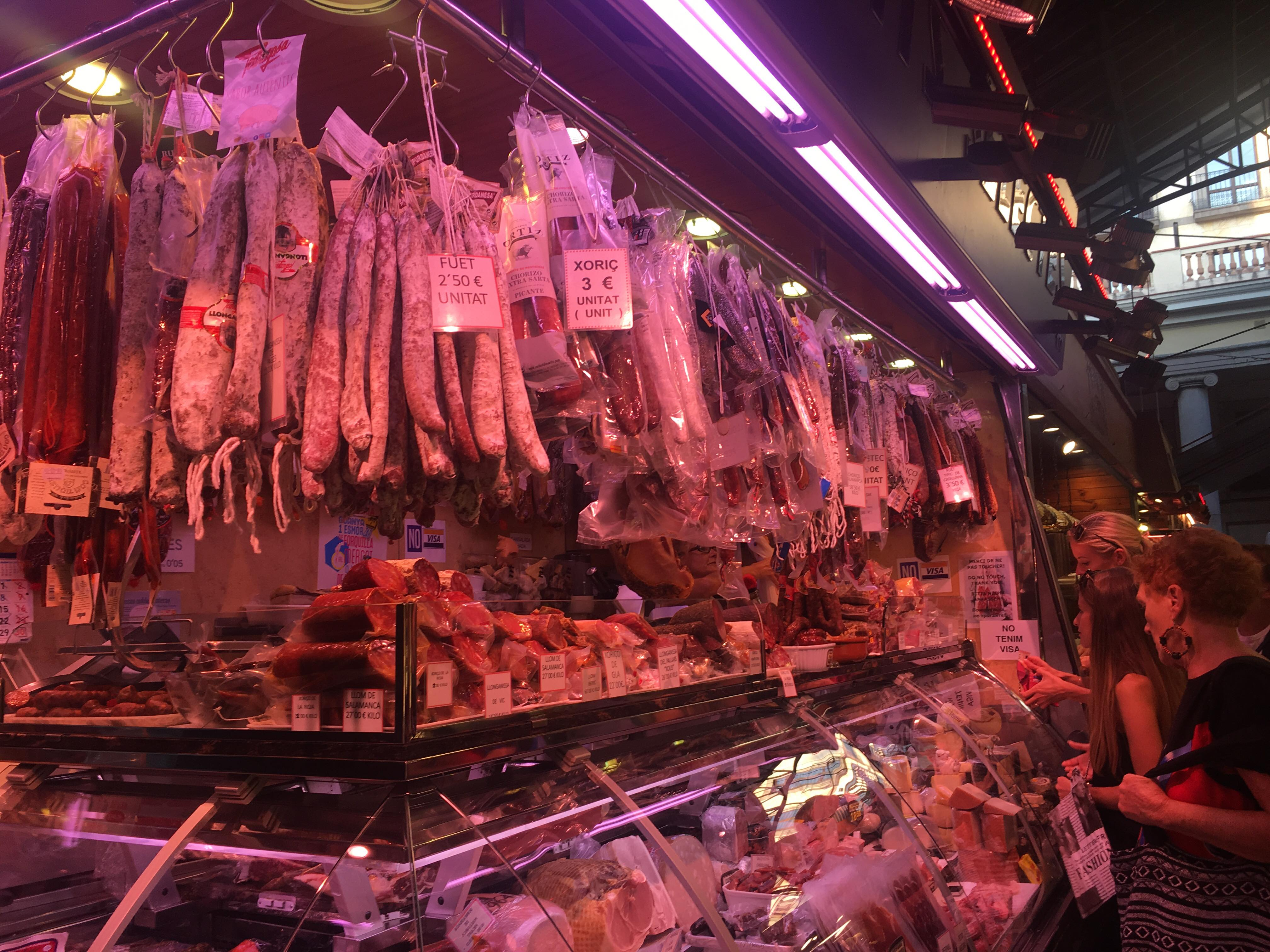
Venta de fuet en el mercado de La Boquería, Barcelona.

En los recetarios y otros manuales medievales catalanes, desgraciadamente, no aparecen recetas de embutidos, pero sí el uso de derivados salados del cerdo y se mencionan embutidos que todavía se hacen hoy. Un ejemplo de ello es un documento del siglo XVIII: «Avisos e instrucciones para el cocinero principiante». Se trata de un recetario procedente de la Biblioteca Pública Episcopal de Barcelona.
A partir del Barroco, los embutidos y otros derivados del cerdo aparecen citados en los recetarios escritos por monjes, y desde el siglo XIX hasta hoy forman parte de los recetarios tradicionales. Todavía hoy, los embutidos (producto de la incorporación de métodos tradicionales con aportaciones modernas), sigue siendo una base alimentaria para buena parte de la población. Todo esto lo podemos hacer extensivo en todo Cataluña.
En Cataluña hay varios tipos de embutidos que tienen influencias de otros lugares pero tienen características únicas. Por ejemplo solo se utiliza el pimentón en embutidos ya naturalizados, pero de origen exterior. Así, la sobrasada procede, probablemente, del sur de Italia. Los chorizos valencianos vienen de La Mancha, y los que ahora se hacen en Cataluña, de la emigración andaluza.

## Fabricación

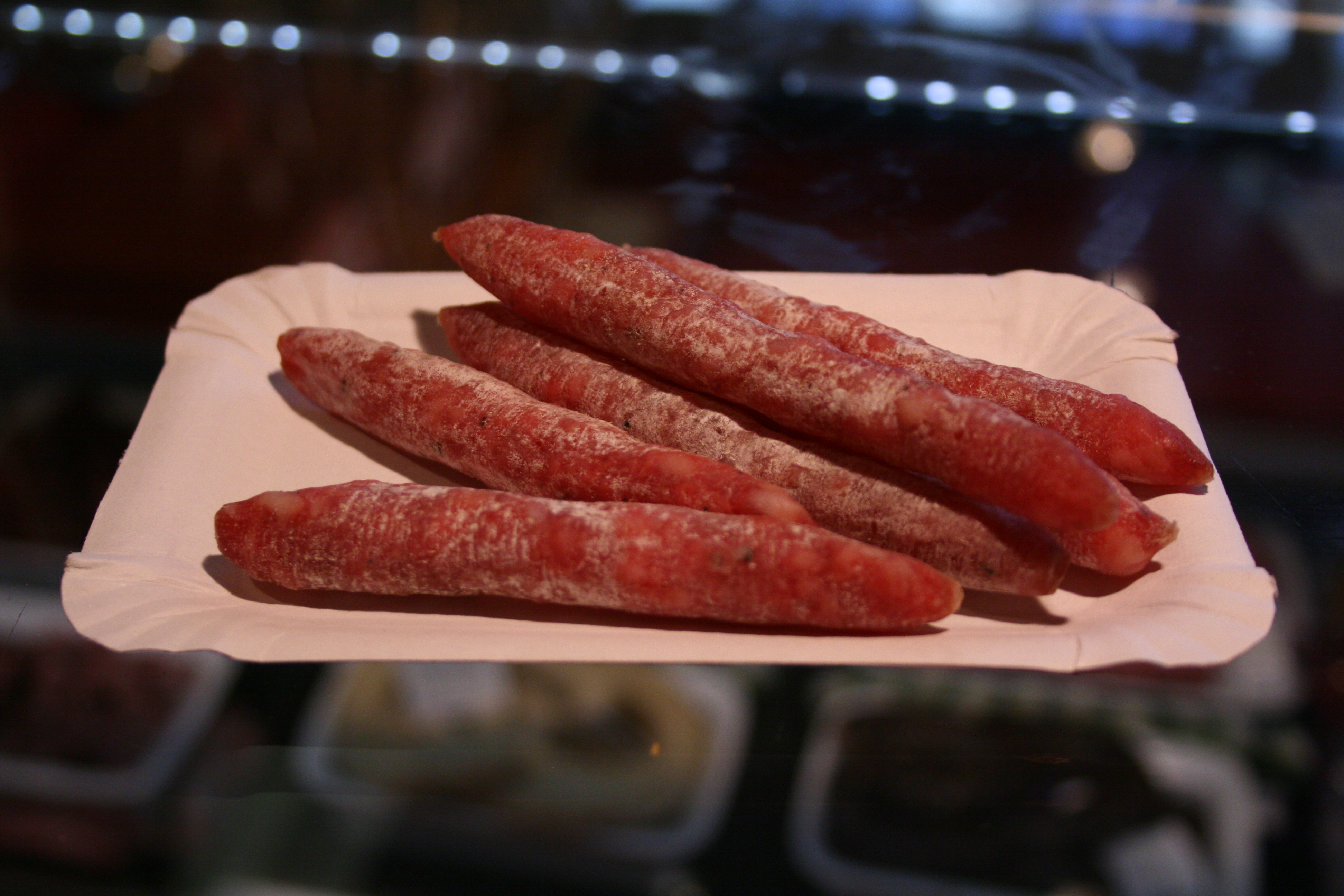
Una bandeja de fuet

Los embutidos picados fermentado-curados son productos elaborados con una mezcla de carne y grasa picadas (habitualmente de cerdo), sal, agentes de curado (nitrato y nitrito), azúcares, especias y aditivos autorizados.
En términos generales, la producción del fuet sería la siguiente: primero se debe obtener la materia prima, que es la carne de cerdo triturada. Después se produce la fermentación de esta parte por los microorganismos propios de la carne o añadidos por el fabricante que le baja el pH al producto. Esto se produce durante el proceso de curado y secado del fuet. Por último, se suelen poner alrededor del fuet esporas de un hongo conocido para evitar que otros puedan crecer y dañar el producto. 
La sal (NaCl) actúa como primer obstáculo contra el crecimiento de microorganismos indeseables, provocando un descenso inmediato de la aw hasta valores de 0,96-0,97. Además, el NaCl, añadido en un 2,2-3%, es un componente importante desde el punto de vista tecnológico, tanto como potenciador del sabor como por inducir la solubilización y difusión de las proteínas miofibrilares del músculo, favoreciendo la textura de gel
El nitrito, añadido directamente en forma de nitrito de sodio o proveniente de la reducción del nitrato potásico, actúa como agente antimicrobiano y contribuye a la formación del color típico del curado. El nitrito, al igual que el ascorbato, añadido en forma de ascorbato de sodio, actúa como antioxidante. Las especias (p.e. la pimienta y el ajo) se utilizan como potenciadores del sabor y también tienen efectos antimicrobianos y antioxidantes.
Embutidos fermentado-curados de baja acidez, productos típicos de los países europeos del área mediterránea. El proceso de fabricación de estos embutidos de baja acidez prescinde de la etapa de fermentación, realizándose una sola etapa de maduración a baja temperatura (<10-12 °C) con el fin de evitar una intensa y rápida acidificación. Son productos con un pH final entre 5,3-6,2, como p.e. el fuet.
Para estandarizar la producción, los fabricantes industriales realizan fermentación y secado en las habitaciones con una temperatura controlada, al igual que humedad relativa y condiciones de velocidad del aire bien controladas. Los productores tradicionales realizan estos procesos en salas menos controladas.

### Microbiota del fuet
La microbiota típica de los embutidos fermentado-curados (EFC) está constituida preferentemente por bacterias del ácido láctico (BAL) y cocos gram-positivos catalasa-positivos (CGC+). Esta microbiota es, en general, capaz de generar por sí sola una correcta fermentación, pues la adición de sal (con la consecuente disminución de la aw) y azúcares (como sustrato energético) favorecen selectivamente su desarrollo. En el ámbito de la elaboración industrial de EFC es habitual el uso de cultivos iniciadores, que proporcionan a la masa cárnica inicial una elevada carga microbiana beneficiosa que presumiblemente dominará sobre la microbiota endógena, permitiendo que la fermentación se lleve a cabo de una manera más controlada, estandarizando así la calidad del proceso y reduciendo tanto el tiempo de maduración como el peligro de que se produzcan deficiencias de origen microbiano.

#### Bacterias del ácido láctico
Las BAL constituyen la microbiota mayoritaria de los EFC. siendo L. sakei la predominante en EFC de baja acidez como el fuet. Las BAL son microorganismos fermentativos que pueden seguir dos rutas metabólicas para hidrolizar los hidratos de carbono: homofermentativa y heterofermentativa. La primera es la que, prácticamente de manera exclusiva, produce ácido láctico, responsable del descenso de pH durante la fermentación que implica varios efectos beneficiosos, como son:
- Inhibición del crecimiento de microorganismos causantes de alteraciones y patógenos, facilitando la conservación.
- Desnaturalización de las proteínas, permitiendo: i) la coagulación proteica a un pH próximo al punto isoeléctrico de las proteínas cárnicas y, consecuentemente, el desarrollo de la textura y cohesión características de este tipo de producto; ii) la reducción de la capacidad de retención de agua por parte de las proteínas cárnicas, lo que acelera el proceso de secado.
- Inducción de las reacciones de reducción de nitratos y nitritos en óxido nítrico, aportando el color deseado de producto curado.
- Modulación de las reacciones enzimáticas que contribuyen al desarrollo del aroma y sabor.

#### Cocos Gram-positivos catalasa positivos (CGC+)
Simultáneamente al crecimiento de las BAL, se observa el desarrollo de otro grupo microbiano importante: los CGC+. La propiedad tecnológica más importante de los CGC + es la actividad nitrato y nitrito reductasa, que promueve: i) el desarrollo del color de curado; ii) la actividad catalasa, evitando la oxidación lipídica y de pigmentos y, previniendo así, lo rancio y defectos organolépticos en el producto final; iii) la actividad proteolítica y lipolítica, que contribuyen al desarrollo de las propiedades organolépticas características de este tipo de producto.

#### Hongos

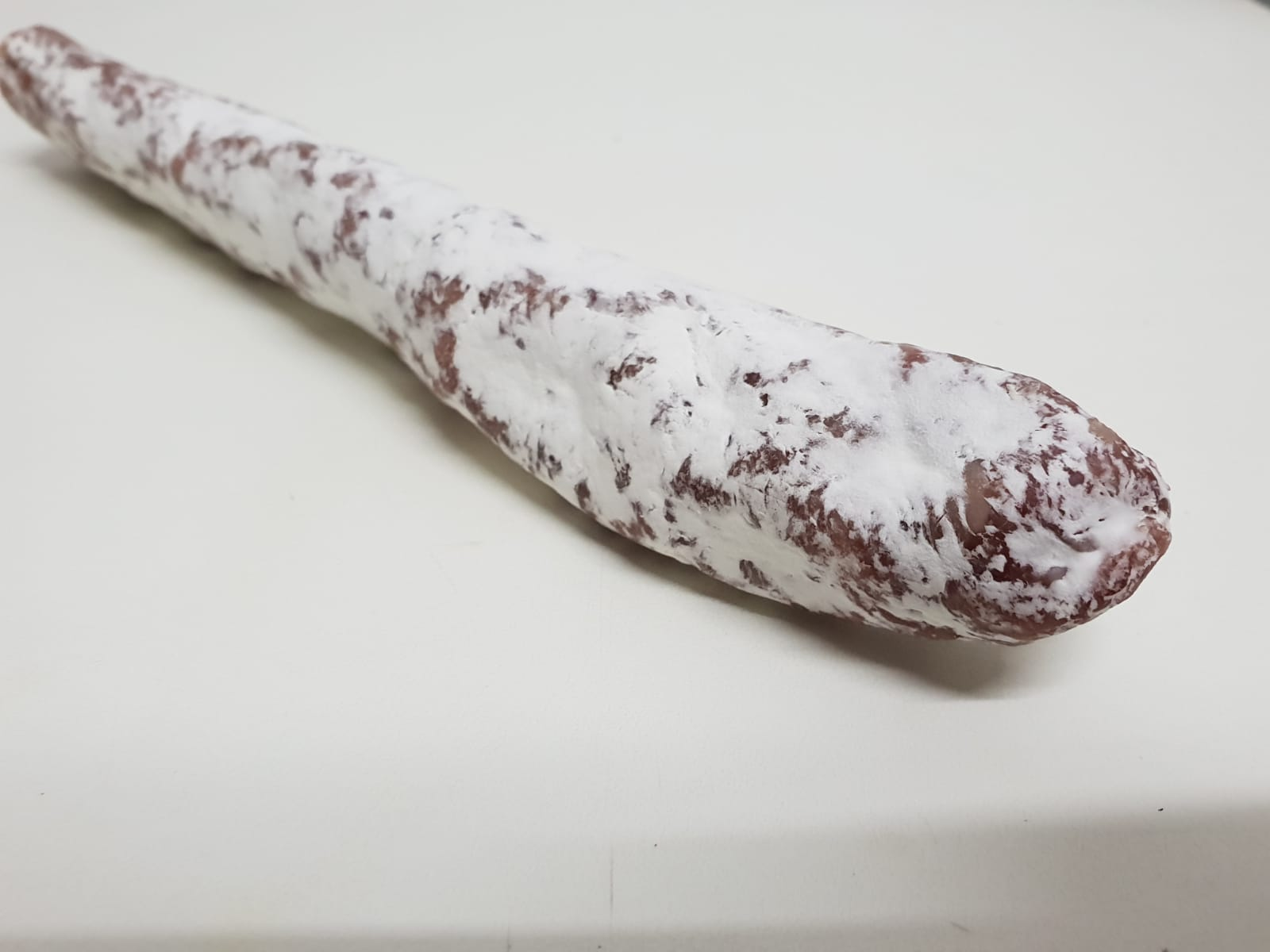
Hongos que recubren el fuet (blanco)

Aunque las levaduras pueden crecer en medios anaerobios, la mayoría de especies tienen un metabolismo estrictamente aeróbico, que favorece su crecimiento en la superficie de los productos cárnicos. Cuando las levaduras crecen en la superficie exterior de las carnes procesadas, como las embutidos, forman un abrigo firme y blanco. Esta capa controla la pérdida de agua y permite una deshidratación uniforme. Además, esta capa da al producto una apariencia peculiar y característica que se considera un criterio de calidad, debido al aspecto favorable de la blancura.
Tradicionalmente, la presencia de levaduras también se ha considerado para potenciar la apariencia y el sabor de los productos cárnicos en general, y en particular los embutidos fermentados. Además, los hongos que se utilizan para cubrir el fuet no producen ninguna toxina y evitan el crecimiento de patógenos en hacerles competencia.

## Aditivos alimentarios y calidad del fuet
La manipulación de las tripas para fabricar el recubrimiento de los embutidos como el fuet continúa requiriendo un minucioso proceso de manipulación manual. Por esta razón, algunas empresas catalanas han exteriorizado buena parte de su producción a países de mano de obra barata, como la China, Marruecos y Egipto.
Actualmente, debido a la gran demanda, se añaden diferentes compuestos y/o conservantes al fuet para aumentar su caducidad y para poder incrementar las ventas y ampliar mercados. La cantidad y tipo de compuestos añadidos depende de la calidad de la carne primaria empleada para producir el fuet.
Los aditivos alimentarios más empleados son:
- Lactosa y derivados lácteos
- Nitratos y nitritos: Para evitar el crecimiento de bacterias como Clostridium botulinum, causante del botulismo,[32] y también para mantener la coloración roja de la carne.

- Hongos (envuelta)
- Gluten
- Soja
- Sulfitos
- Azúcares

No todos los fuets contienen estos aditivos, depende mucho del proceso de producción, si es artesanal o industrial, y de la materia primera empleada para la elaboración del embutido. Por otro lado hay estudios que remarcan que las cantidades de nitratos y nitritos añadidos a los embutidos son cantidades demasiado elevadas y en consecuencia innecesarias ya que, con menor cantidad de estos tipos de aditivos alimentarios, se consigue el mismo efecto que con cantidades superiores que pueden llegar a perjudicar al organismo humano.
En consecuencia al aumento de indigestiones y alergias, la OCU, Organización de Consumidores y Usuarios, pide que se revise a la baja las cantidades de algunos aditivos como los nitratos y los nitritos en los productos cárnicos cocidos y curados, los cuales ya fueron analizados y constatados como alimentos seguros.
Actualmente la OCU manifiesta que el principal riesgo está en el hecho que parte de los nitratos que se ingieren pueden transformarse en nitritos en el organismo. Estos nitritos pueden reaccionar con los aminoácidos presentes al estómago dando lugar a la formación de nitrosaminas, que son sustancias cancerígenas. Paralelamente, también denuncian que el hecho de cocinar productos cárnicos  que contienen nitritos añadidos también comporta la formación de nitrosaminas, aunque en este caso se producen en menor proporción que durante la digestión de los embutidos.

### Alergias e intolerancias alimentarias
A causa del surgimiento de nuevos productos alimentarios y la variedad de estos, se ha observado un aumento de alergias. En el caso concreto de los embutidos y el fuet, las alergias alimentarias son causadas por los hongos presentes en la envuelta y las intolerancias son causadas por los aditivos alimentarios que a veces se añaden para aumentar la vida del producto, como por ejemplo la soja. De hecho, el fuet puede llegar a contener 4 aditivos alimentarios alérgenos que por ley se tienen que comunicar en el envasado final del producto, los cuales son: el gluten, la soja, la lactosa y derivados y los sulfitos.

#### Alergia a los hongos
En algunas personas, las proteínas procedentes de los hongos de la envuelta del embutido y las esporas son los agentes que provocan una respuesta inmunitaria desmesurada, conocida como alergia.
Los hongos son alérgenos difíciles de eliminar (sobre todo las esporas) que afectan especialmente a niños. Los principales géneros de hongos causantes de alergia son Alternaría (más utilizado en la producción mediterránea de embutidos), Aspergillus, Cladosporium (más utilizado en la producción norte europea de embutidos) y Penicillium.
Son sobre todo las esporas de estos hongos los que causan respuestas inmunitarias, provocando problemas en el tracto respiratorio como por ejemplo asma. Otros síntomas son estornudos, lagrimeo, tos, picor de ojos, nariz y garganta, enrojecimiento de ojos, ruidos torácicos, etc.
El calor y la humedad favorecen la reproducción y el aumento de hongos y esporas, causando a la vez un incremento de casos de alergia.
Las alergias provocadas por los hongos son muy difíciles de diagnosticar actualmente dado que no está claro cuál es el agente sensibilizando (micelas, esporas, metabolitos, proteínas, etc.) que causa la alergia. Este hecho es un gran problema puesto que la industria alimentaria no sabe cómo producir aditivos alimentarios sin actividad antigénica, es decir, que no generen una respuesta inmunitaria y en consecuencia no provoquen alergias ni otras reacciones en la población. Otro problema es la alta variabilidad antigénica de los hongos, hecho que dificulta el tratamiento de las alergias con técnicas como por ejemplo la inmunoterapia y la farmacoterapia.

## Variedades

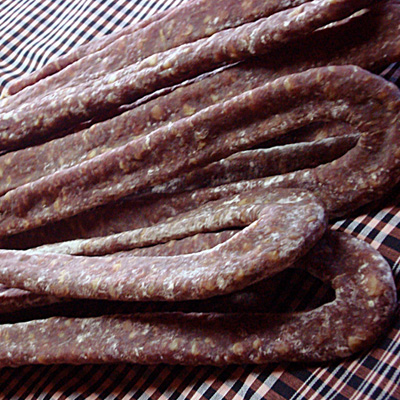
Secallona

El fuet ofrece variantes de sabor en función del proceso de fermentación realizado y del tipo de especias añadidas. Se puede comer cuando todavía es tierno o cuando ya es seco; se puede conservar varios meses en una despensa, etc.
Actualmente, el centro geográfico de la creación de fuet es Osona, donde se usa el cerdo de Vich como base, pero se hace en todo Cataluña. También tiene mucha fama el fuet de Olot.
La secallona se diferencia del fuet en que su sección tiene forma de 8 en vez de redonda u ovalada. Esto se produce de forma natural en su proceso de curación. Su superficie no suele ser blanca y normalmente se corta en lonchas finas, mientras que el fuet se suele cortar al sesgo y en trozos más gruesos.
La sumaia procedente de la palabra catalana somall (que significa a medio secado, medio deshidratado) es otra variedad del fuet. Es un embutido más alargado y delgado que carece del recubrimiento exterior característico del fuet.